# 1950er-Syndrom

Stromerzeugung in Deutschland 1900–2014

Das 1950er-Syndrom beschreibt den rasanten Anstieg des weltweiten Energiebedarfs um die 1950er-Jahre und seine Folgen.
Historisch sind damit die Jahre zwischen 1949 und 1966 gemeint, in denen sich Lebensweise und Lebensstandard breiter Schichten ausgehend von den höher entwickelten Ländern tiefgreifend änderten. Das 1950er-Syndrom bezeichnet den in dieser Phase einsetzenden Schub an Energiebedarf, die erhebliche Vermehrung der bekannten Energieressourcen sowie die Entwicklung der Konsumgesellschaft. Grafisch verdeutlicht wird der Zusammenhang mit dem Hockeyschläger-Diagramm.

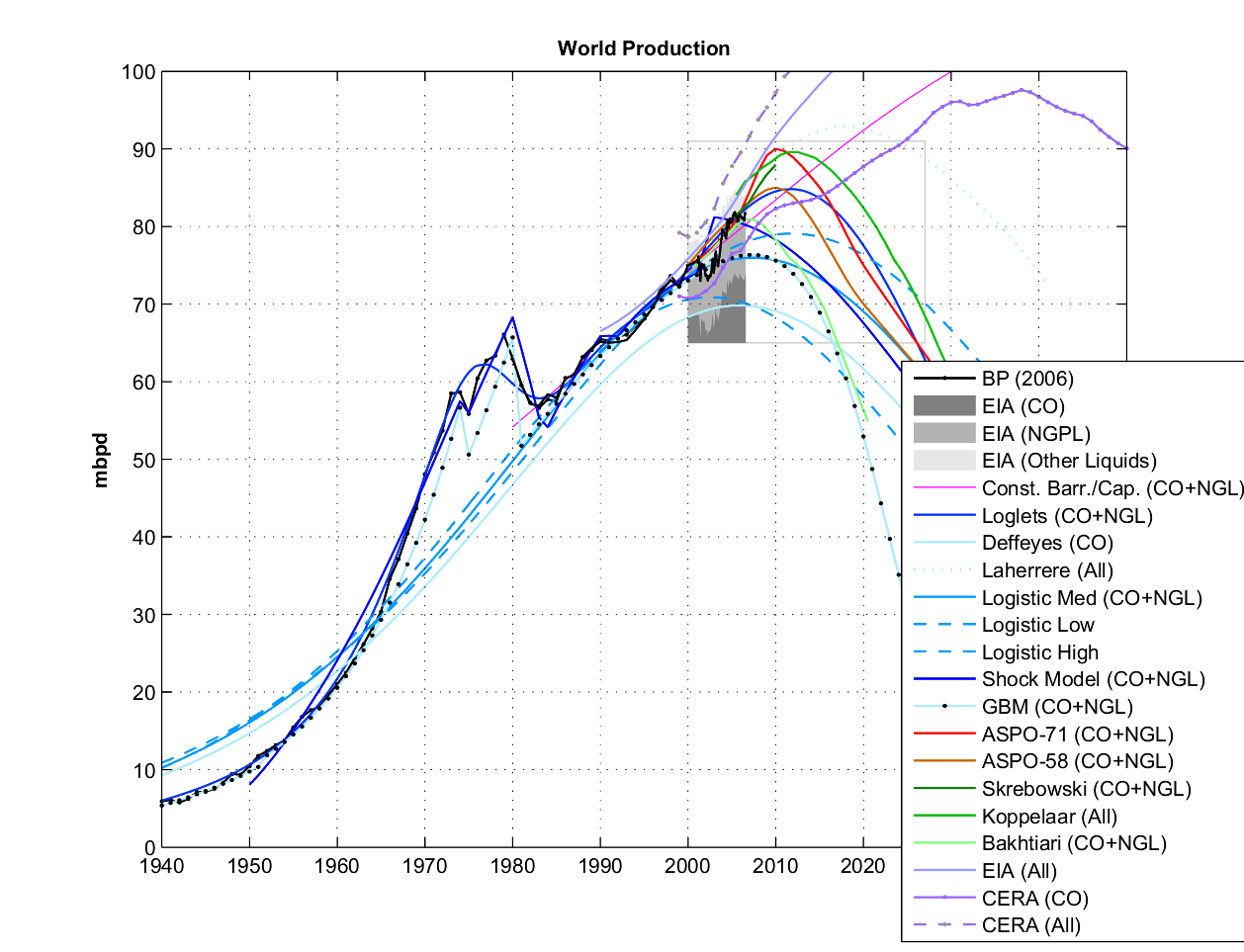
Summierter Verlauf und Hochrechnung der Weltproduktion von Erdöl seit 1940

Die wichtigste weltwirtschaftliche Basis lag in der enormen Verbilligung der fossilen Energieträger, vor allem des Erdöls, durch die während des Zweiten Weltkriegs entdeckten riesigen Vorkommen im Nahen Osten. Dies ermöglichte u. a. die Massenmotorisierung, die in Europa erst in dieser Zeit richtig einsetzte.
Ohne Rückgang der relativen Preise hätten laut dem Historiker Christian Pfister die Umweltbelastungen kaum das spätere Ausmaß erreicht, wären sie nicht zum bedrohlichen Krankheitsbild, zum Syndrom geworden.
Der Schweizer Pfarrer und Autor Kurt Marti schrieb ein Gedicht unter dem Titel „fünfziger syndrom“ zur Nachkriegszeit der Schweiz: die Bürger begannen „friedlich und freudig mit der zerstörung des landes“.

## Große Beschleunigung
In ähnlicher Weise werden mit dem Konzept der Großen Beschleunigung die umfassenden und miteinander verknüpften Veränderungen nach 1950 bezeichnet, die in den sozioökonomischen und biophysikalischen Sphären des Erdsystems gleichzeitig spürbar waren und bei Weitem über den Klimawandel hinausgehen. Die Bezeichnung Große Beschleunigung wurde zum ersten Mal im Jahr 2005 für die Geschichte der Beziehung zwischen Mensch und Umwelt verwendet. Der Begriff war angelehnt an die Formulierung „Die große Transformation“ von Karl Polanyi. Das Konzept findet Verwendung im Zusammenhang mit der Diskussion eines neuen Zeitalters als Anthropozän.